# San Giuseppe all'Aurelio (titolo cardinalizio)
San Giuseppe all'Aurelio (in latino: Titulus Sancti Iosephi in regione Aurelia) è un titolo cardinalizio istituito da papa Giovanni Paolo II il 28 giugno 1991. Il titolo insiste sulla chiesa di San Giuseppe all'Aurelio.
Dal 22 febbraio 2014 il titolare è il cardinale Gérald Cyprien Lacroix, arcivescovo metropolita di Québec.

## Titolari
- Georg Maximilian Sterzinsky (28 giugno 1991 - 30 giugno 2011 deceduto)
  - Titolo vacante (2011-2014)
- Gérald Cyprien Lacroix, I.S.P.X., dal 22 febbraio 2014